# Anna-Nicole Heinrich

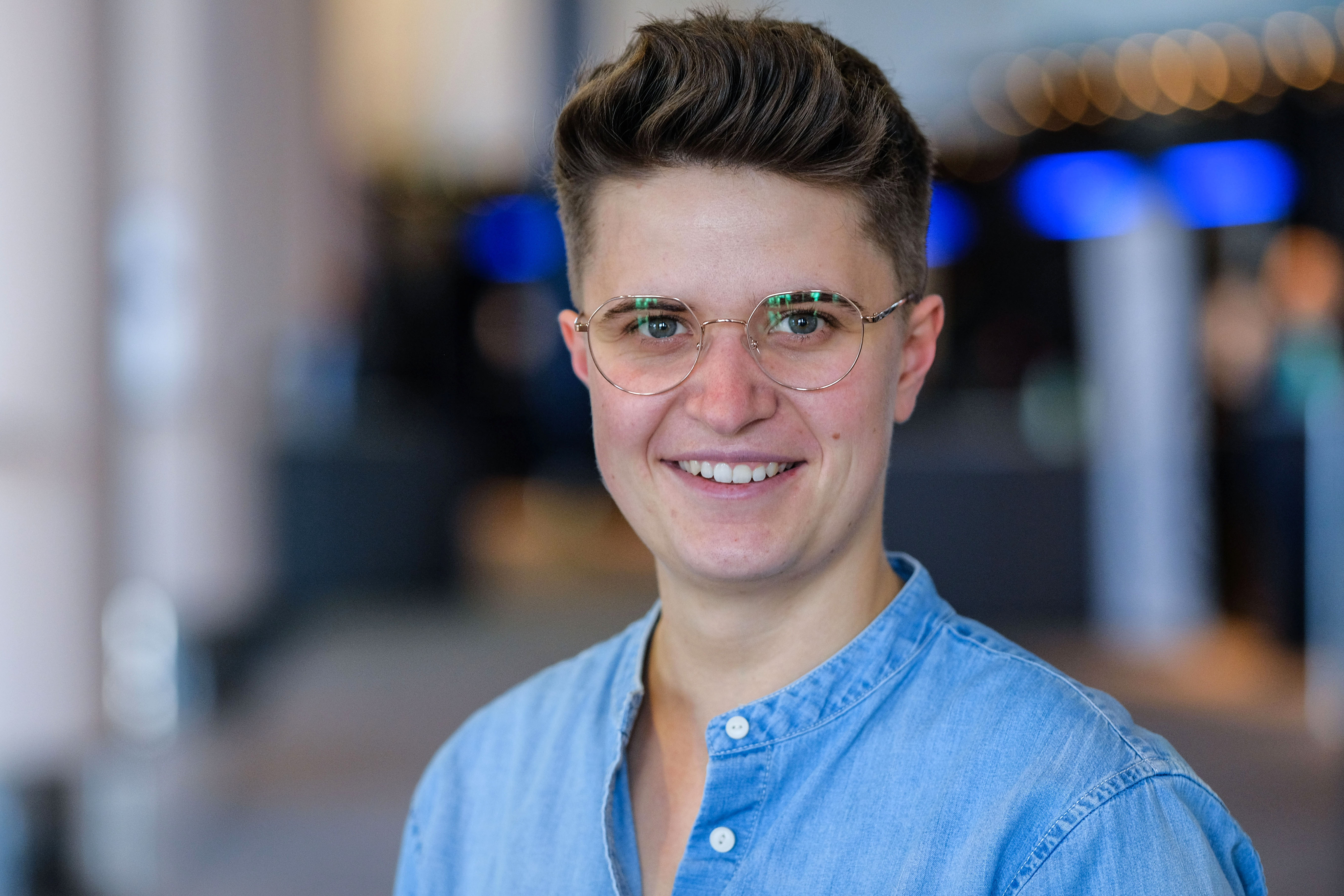
Anna-Nicole Heinrich (2021)

Anna-Nicole Heinrich (* 13. April 1996 in Schwandorf) ist eine deutsche evangelische Kirchenfunktionärin. Sie ist seit 2021 Präses der Synode der Evangelischen Kirche in Deutschland. Seit 2024 ist sie als Vertreterin der EKD Mitglied im ZDF-Fernsehrat. 

## Leben
Anna-Nicole Heinrich stammt aus einem nicht-christlichen Elternhaus. Ihre Eltern zogen nach der Wiedervereinigung vom thüringischen Saalfeld nach Nittenau im bayerischen Landkreis Schwandorf. Dort wuchs sie mit ihrer acht Jahre jüngeren Schwester auf, der Vater arbeitete als LKW-Fahrer. Getauft wurde sie als Schulkind gemeinsam mit ihrer Mutter. Sie studierte von 2015 bis 2019 Philosophie an der Universität Regensburg. Nach dem Abschluss mit dem Bachelor setzte sie ihre Ausbildung mit einem Masterstudium Digital Humanities und Menschenbild und Werte, bisher ohne Abschluss, fort. Von 2019 bis 2020 war sie Wissenschaftliche Hilfskraft am Lehrstuhl für Sozialethik und von 2020 bis 2023 bei der Lehrstuhlinhaberin für Pastoraltheologie und Homiletik Ute Leimgruber, die auch stellvertretende Frauenbeauftragte der Universität Regensburg ist. In Regensburg lebt Anna-Nicole Heinrich mit ihrem Ehemann in einer Vierer-Wohngemeinschaft.
Daneben war sie von 2017 bis 2023 gewähltes Vorstandsmitglied der Arbeitsgemeinschaft der Evangelischen Jugend in Deutschland e. V. sowie ab 2020 deren stellvertretende Vorsitzende. Heinrich ist eine der Initiatorinnen des bundesweiten kirchlichen Hackathons „#glaubengemeinsam“.
Seit 2024 arbeitet Heinrich als Projektmanagerin bei der Global Eco Transition gGmbH. 

## Präses der EKD-Synode
Am 8. Mai 2021 wurde Heinrich mit 75 von 126 Stimmen zur Präses der Synode der Evangelischen Kirche in Deutschland gewählt. Ebenfalls nominiert war die Präses des Kirchenkreises Marburg, Nadine Bernshausen, auf die 39 Stimmen entfielen. Heinrich trat damit die Nachfolge von Irmgard Schwaetzer an, die dieses Amt seit 2013 innehatte. Mit einem Alter von 25 Jahren bei Amtsantritt ist sie die bislang jüngste Präses in der Geschichte der EKD-Synode. Als Präses ist Heinrich zugleich Mitglied im Rat der Evangelischen Kirche in Deutschland.
Als Präses der EKD-Synode äußert sich Heinrich zu politischen Zeitfragen. So unterstützt sie seit 2022 die deutschen Waffenlieferungen an die Ukraine. Sie zeigt sich offen für die Einführung eines gesellschaftlichen Pflichtdienstes in Deutschland, „der auch die Bundeswehr umfasst“.

## Weitere Ämter
Heinrich ist Mitglied im Beirat der Evangelischen Militärseelsorge in der Bundeswehr. Sie ist Mitglied im Aufsichtsrat der Gemeinschaftswerk der Evangelischen Publizistik gGmbH und Herausgeberin des vom Gemeinschaftswerk verlegten evangelischen Magazins „chrismon“.
Ferner ist sie Mitglied der Landessynode der Evangelisch-Lutherischen Kirche in Bayern (seit 2020) und Mitglied der 13. Generalsynode der Vereinigten Evangelisch-Lutherischen Kirche Deutschlands.
Heinrich ist seit 5. Juli 2024 als Vertreterin der Evangelischen Kirche in Deutschland Mitglied im ZDF-Fernsehrat und dort Mitglied im Programmausschuss Programmdirektion.